# Ibanez RG

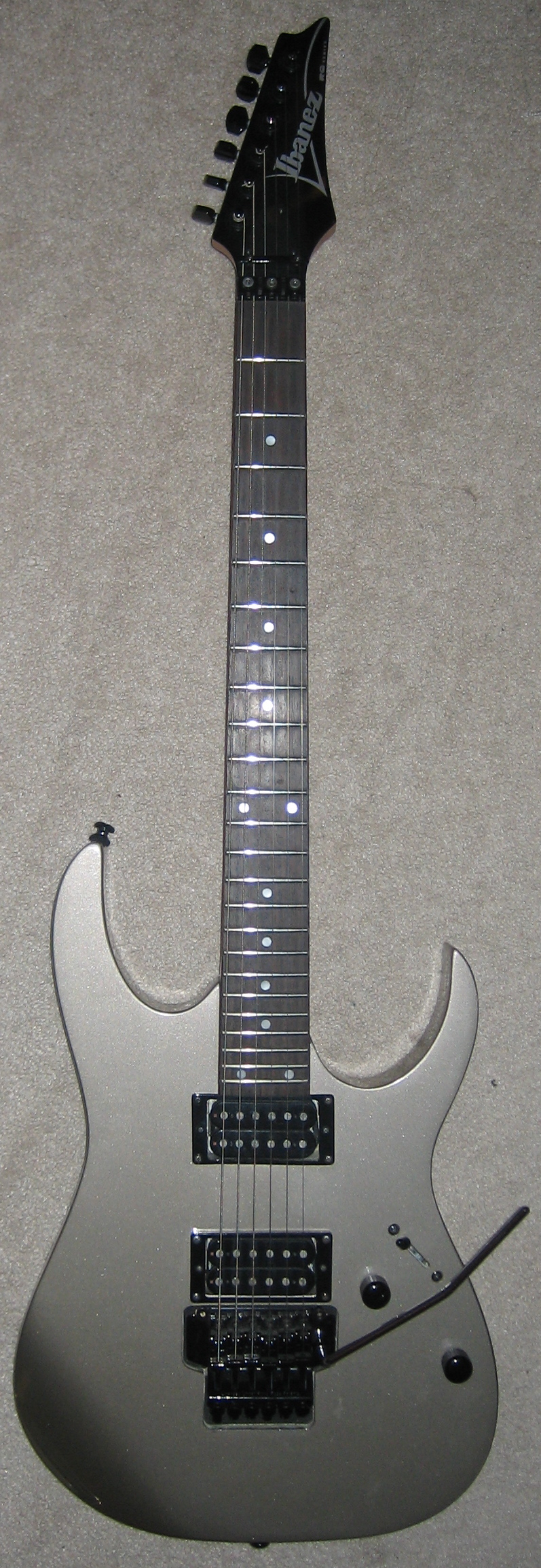
Ibanez RG 220

Die Ibanez RG ist die bekannteste und erfolgreichste Serie von E-Gitarren des japanischen Herstellers Ibanez. Die Ibanez RG wurde zunächst als Abwandlung des E-Gitarrenmodells Ibanez JEM (Signature-Modell für den US-amerikanischen Gitarristen Steve Vai) entwickelt und kam im Jahr 1987 auf den Markt. Die RG-Serie wird seit 1987 ununterbrochen hergestellt und gehört heute zu den Klassikern der Heavy-Metal-Gitarren.

## Ursprung
Die RG-Serie kam 1987 als Abwandlung der Ibanez JEM auf den Markt. Das Kürzel RG steht für „Roadstar Guitar“. Die erste Gitarre aus dieser Serie war das Modell RG 570, das mit einem Floyd-Rose-Tremolo ausgestattet war. Sie wurde zu einer der bekanntesten Gitarren von Ibanez und machte den Modellnamen RG weltweit bekannt. Während professionelle Musiker die RG-Prestige-Modelle bevorzugen, orientieren sich Einsteiger eher an den günstigeren RG-Tremolo-Modellen. Die Gitarren des Typs RG werden in verschiedenen Fabriken hergestellt: Während die hochwertigen Prestige RGs bei der Firma Fujigen in Japan hergestellt werden, kommen die RG-Premium-Modelle im mittleren Preissegment aus Indonesien, die günstigeren RGs aus Korea und die Einsteigermodelle aus China.
Die ersten, auf der US-amerikanischen Musikmesse NAMM Show vorgestellten Prototypen des Gitarrenmodells hatten ein originales Floyd-Rose-Tremolo, spätere Modelle wie RG550, 560, 565, 570, 750, 760 und 770 haben das von Ibanez entwickelte Edge-Tremolosystem. Dem folgte im Jahr 2003 das Edge-Pro und in 2008 das Edge-Zero mit Zero-Point-System. Ibanez entwickelte zusammen mit Steve Vai die Ibanez Universe, eine siebensaitige E-Gitarre, die ebenfalls auf der RG basiert.

## Merkmale
Typisch für die RG-Serie sind die sehr dünnen und leicht zu bespielenden „Wizard“-Hälse aus Ahornholz, die mit dem Korpus verschraubt oder durch diesen hindurchgehend sind, die spitzen, schmalen Korpus-Hörner sowie die großen Cutaways, die das Spiel der Greifhand in hohen Tonlagen erleichtern. Die RGs haben Griffbretter aus Palisander oder Ahornholz mit 24 Bünden. Der Korpus ist gewöhnlich aus Lindenholz oder Mahagoni, seltener aus anderem Holz wie Eschen- oder Ahornholz gefertigt. Die Instrumente werden meist mit zwei doppelspuligen elektromagnetischen Tonabnehmern (englisch: Humbucker) und einem Einzelspuler (Singlecoil) bestückt, es sind jedoch auch andere Konfigurationen möglich. Ein Lautstärkeregler, ein Tonregler sowie ein Fünf-Weg-Kippschalter zur Anwahl der Tonabnehmer sind jedoch in jedem Fall Standard.

## Variationen
Es gibt folgende Variationen der RG-Serie:
- U.S.A. Custom: Top-Serie (1989–1996) in 6 Modellreihen: UCMA (American Master), UCGR (Graphic), UCMD (Metal Design), UCEW (Exotic Wood), UCMA 2 (American Master) und USRG.[1]

- J.-Custom: Ist seit 1997 die qualitativ höchstwertige Serie von Ibanez und wird von den besten Fachkräften mit den hochwertigsten Materialien in Japan hergestellt. Die J.-Custom-RGs werden nicht, wie das Custom vermuten lässt, auf Kundenauftrag gefertigt, sondern sind Kleinserien in geringer Stückzahl. J.-Custom-RGs werden als 6-, 7- und 8-saitige Gitarren angeboten.

- RG Prestige: Ist eine sehr hochwertige Serie, welche ausschließlich in Japan bei Fujigen gefertigt wird. Hier kommen nur die besten Materialien, wie das Edge Pro und Edge Zero Tremolo und Markenpickups von DiMarzio, Seymour Duncan, EMG oder die hauseigenen V7-/V8-Pickups, zum Einsatz. Die Mechaniken sind vom Hardware-Spezialisten Gotoh. Die RG-Prestige-Serie enthält Modelle vom Typ RG, RGA, RGD und RGT, wobei das Unterscheidungsmerkmal zu den normalen Modellen dieser Reihen der Namenszusatz Prestige auf der Kopfplatte ist. Die RG Prestige werden als 6-, 7- und 8-saitige Gitarren angeboten.

- RG Premium: Ist, im Vergleich zu den Standard-RGs, eine höherwertige Serie, welche ausschließlich auf Java Timur in Indonesien gefertigt wird. Die RG Premium werden entweder mit festen Brücken oder mit den Edge Zero II Tremolos angeboten. Als Pickups werden DiMarzio/IBZ in H-H- oder H-S-H-Kombination verbaut. Die RG Premium gibt es ebenfalls als 6- oder 7-saitige Gitarre und in der Kopfplatte befindet sich über dem Ibanez-Logo der Schriftzug Premium.

- RGR: Wird in Japan, Korea oder Indonesien hergestellt und hat einen Reversed Headstock, d. h. eine umgedrehte Kopfplatte, als Merkmal.

- RG Tremolo: Wird in Korea, China oder Indonesien hergestellt. Diese Modelle sind erschwinglicher und mit einem Edge-II-, Edge-III- oder Edge-Zero-II-Tremolo ausgestattet. Die Standard-RGs werden als 6-, 7- und 8-saitige Gitarren angeboten. Mit der RG550XH gibt es auch eine 6-saitige Gitarre mit 30 Bünden innerhalb der Serie.

- RGT: Hat einen durchgehenden Hals, auch Neck-thru genannt.

- RGA: Hat eine gewölbte Decke. Das A steht für englisch "arched" (deutsch: gewölbt) und wird in Korea oder Indonesien hergestellt. Da die Produktion von sechssaitigen RGAs eingestellt wurde, gibt es innerhalb dieser Serie zwischenzeitlich nur noch 7- und 8-saitige Gitarren mit hauseigenen aktiven Pickups.

- RGD: Hat eine verlängerte Mensur (672 mm statt den üblichen 648 mm), weshalb die Gitarre für tiefere Stimmungen geeignet ist.

- RG Fixed: Stammt wie die RG Tremolo aus Korea, China oder Indonesien und ist mit einer festen Brücke ausgestattet.

- GRG: Einsteigerserie

## Ibanez-RG-Spieler
Steve Vai, Paul Gilbert, Terry Balsamo (Evanescence), Mushroomhead, Morbid Angel, Linkin Park, Bryan "Dexter" Holland (The Offspring), Pur, James Shaffer (Korn), Brian Welch (Korn).